# Douglas Pierrotti
Douglas Pierrotti (São Paulo, 22 de setembro de 1959) é um ex jogador de futsal brasileiro que atuava como pivô e ala.

## Carreira
Grande nome do futsal brasileiro na década de 1980, Douglas começou sua carreira com apenas 12 anos, jogando pelo Palmeiras. Ainda como juvenil, atuou pela Associação Atlética Banco do Brasil, equipe na qual o iniciou sua carreira profissional.
Em 1979 transferiu-se para o Gercan de São Paulo, onde viveu a melhor fase de sua carreira: Ganhou quatro campeonatos paulistas, um campeonato metropolitano e uma copa continental. Teve ainda passagens por outras equipes de futsal do pais, até se aposentar em 1998.
Pela Seleção Brasileira de Futsal atuou de 1980 a 1986, conquistando os Mundiais de 1982 e 1985, ainda regidos pela FIFUSA.
Hoje é técnico do sub-20 e auxiliar técnico da equipe principal da Magnus Futsal de Sorocaba-SP.

## Títulos
- Campeonato Mundial de Futsal de 1985
- Campeonato Mundial de Futsal de 1982
- Campeonato Pan-Americano de Futsal de 1984
- Campeonato Pan-Americano de Futsal de 1980
- Copa América de Futsal de 1986
- Copa América de Futsal de 1983